# إميليانو باريرا
اميليانو باريرا (بالإسبانية: Emiliano Barrera)‏ (1982 بالأرجنتين - ) هو لاعب كرة قدم أرجنتيني في مركز الوسط. لعب مع بوكا جونيورز.